# Wały A
Wały A es un pueblo ubicado en el distrito administrativo de Gmina Krzyżanów, dentro del distrito de Kutno, voivodato de Łódź, en Polonia central. Se encuentra aproximadamente a 7 kilómetros al sur de Kutno y a 44 kilómetros al norte de la capital regional Łódź.
El pueblo tiene una población de 50 habitantes.